# Coupe Telus (Obrońcy)
Coupe Telus - Défensif (ang. Telus Cup - Defensive) – nagroda przyznawana w każdym sezonie dla najlepszego zawodnikowi defensywy (bramkarze i obrońcy) sezonu ligi QMJHL. Po raz ostatni nagrodę przyznano w 2006.

## Lista nagrodzonych
- 2005–2006: Keith Yandle, Moncton Wildcats
- 2004–2005: Martin Houle, Cape Breton Screaming Eagles
- 2003–2004: Corey Crawford, Moncton Wildcats
- 2002–2003: Marc-André Fleury, Cape Breton Screaming Eagles
- 2001–2002: Eric Lafrance, Olympiques de Hull i Jean-François Racine, Voltigeurs de Drummondville
- 2000–2001: Maxime Ouellet, Huskies de Rouyn-Noranda
- 1999–2000: Simon Lajeunesse, Moncton Wildcats
- 1998–1999: Mathieu Chouinard, Cataractes de Shawinigan
- 1997–1998: Mathieu Garon, Tigres de Victoriaville
- 1996–1997: Jean-Sébastien Giguère, Halifax Mooseheads
- 1995–1996: Christian Laflamme, Harfangs de Beauport
- 1994–1995: José Théodore, Olympiques de Hull
- 1993–1994: Steve Gosselin, Saguenéens de Chicoutimi
- 1992–1993: Jocelyn Thibault, Faucons de Sherbrooke
- 1991–1992: Jean-François Labbé, Draveurs de Trois-Rivières
- 1990–1991: Félix Potvin, Saguenéens de Chicoutimi
- 1989–1990: Pierre Gagnon, Tigres de Victoriaville